# Guido Steinberg
Guido Walter Steinberg (* 13. Mai 1968 in Trier) ist ein deutscher Islamwissenschaftler und Nahostexperte. Er gilt als Experte für islamistischen Terrorismus.

## Leben
Guido Steinberg studierte von 1989 bis 1996 an der Universität zu Köln Mittlere und Neue Geschichte sowie Islamwissenschaft und Politologie mit Magisterabschluss sowie 1992–93 an der Universität Damaskus (Syrien) Arabisch und Geschichte der Arabischen Welt. Im Jahr 2000 wurde er mit einer Arbeit über das Thema "Religion und Staat in Saudi-Arabien. Die wahhabitischen Gelehrten 1902–1952" an der Freien Universität Berlin promoviert.
2001 war er als wissenschaftlicher Mitarbeiter an der FU Berlin Koordinator des neu gegründeten Interdisziplinären Zentrums „Bausteine zu einer Gesellschaftsgeschichte des Vorderen Orients“. Nach den Terroranschlägen am 11. September 2001 wechselte Steinberg Anfang 2002 als Fachreferent für Terrorismusbekämpfung ins deutsche Bundeskanzleramt, wo er bis September 2005 arbeitete. Seit Oktober 2005 arbeitet Steinberg für die Stiftung Wissenschaft und Politik (SWP) in Berlin, wo er der Forschungsgruppe Afrika und Mittlerer Osten angehört.
Er hat zahlreiche Bücher und Artikel zur saudi-arabischen und irakischen Geschichte und Politik sowie Islamismus und Terrorismus publiziert. Er sagte als sachverständiger Gutachter in mehreren Gerichtsverfahren zu Terrorismusfällen aus. Seit 2020 gehört er dem Beirat der von US-amerikanischen Politikern (u. a. Frances Townsend und Mark Wallace) ins Leben gerufenen Denkfabrik Counter Extremism Project an.

## Schriften (Auswahl)
- Religion und Staat in Saudi-Arabien. Die wahhabitischen Gelehrten 1902–1952. Ergon-Verlag, Würzburg 2002, ISBN 3-89913-266-1 (Dissertation).
- Saudi-Arabien: Politik, Geschichte, Religion. C.H.Beck, München 2004, ISBN 978-3-406-66916-3.
- Der nahe und der ferne Feind. Die Netzwerke des islamistischen Terrorismus. C.H.Beck, München 2005, ISBN 978-3-406-53515-4.
- Zusammen mit Nils Woermer: Exploring Iran & Saudi Arabia’s Interests in Afghanistan & Pakistan: Stakeholders or Spoilers - A Zero Sum Game? Part 1: Saudi Arabia. Barcelona Centre for International Affairs (CIDOB), April 2013 (englisch).
- Zusammen mit Rita Seuß: Al-Qaidas deutsche Kämpfer. Die Globalisierung des islamistischen Terrorismus. Edition Körber-Stiftung, 2014.
- Kalifat des Schreckens. IS und die Bedrohung durch den islamistischen Terror. Knaur-Taschenbuch, München 2015, ISBN 978-3-426-78772-4.[2]
- Krieg am Golf: Wie der Machtkampf zwischen Iran und Saudi-Arabien die Weltsicherheit bedroht. Droemer, München 2020, ISBN 978-3-426-27840-6.